# Wu Qinglong
Wu Qinglong, anche noto come Wu Quinglong (吳慶龍T, 吴庆龙S, Wú QìnglóngP; Dalian, 7 luglio 1965), è un ex cestista e allenatore di pallacanestro cinese.

## Carriera
Con la Cina ha disputato due edizioni dei Giochi olimpici (Barcellona 1992 e Atlanta 1996) e i Mondiali 1994 disputati in Canada.
Da allenatore ha allenato i Liaoning Hunters, gli Yunnan Bulls, i Fujian Xunxing, gli Shaanxi Kylins, le Nazionali giovanili cinesi under-16 e under 17, e dal 2012 i Liaoning Dinosaurs.